# Madre Angélica
Rita Antoinette Francis Rizzo, más conocida como Madre María Angélica de la Anunciación o simplemente Madre Angélica (Canton, Ohio, 20 de abril de 1923-Hanceville, Alabama, Estados Unidos, 27 de marzo de 2016), fue una monja, religiosa clarisa, comunicadora y escritora estadounidense, hija de una familia de inmigrantes italianos. Fue la fundadora de la red internacional de televisión católica por cable Eternal Word Television Network (EWTN) y la red de radio católica WEWN (hoy EWTN Radio). EWTN se convirtió en una voz para los católicos de todo el mundo.
En 1981, Madre Angélica comenzó a transmitir programas religiosos desde un garaje reformado en Birmingham, Alabama. Durante los siguientes veinte años, desarrolló una red de medios que incluía canales de radio, televisión e Internet, así como medios impresos, EWTN. Ella presentó sus programas en EWTN hasta que tuvo un derrame cerebral en 2001. Continuó viviendo en el monasterio de clausura en Hanceville, Alabama, hasta su muerte a los 92 años el 27 de marzo de 2016.

## Biografía
Rita Antoinette Rizzo (su nombre de pila), nació el 20 de abril de 1923 en Canton, Ohio, en los Estados Unidos. Ella fue la única hija de John y Mae Helen Rizzo (cuyo apellido de soltera era Gianfrancesco). Su padre abandonó la familia cuando Rita era muy joven y la pareja se divorció en 1929. Su madre tuvo su custodia y por años debió luchar contra una depresión crónica, y desgraciadamente, madre e hija vivieron en la pobreza. Los padres de Mae solían ocuparse de la entonces pequeña Rita. 
La niñez de Rita transcurrió en la pobreza y la infelicidad y creció durante la Gran Depresión. En una mirada retrospectiva de su niñez, Madre Angélica se describió a ella y a su madre como:

Un par de refugiadas. Éramos pobres, pasamos hambre, y apenas si podíamos sobrevivir trabajando en los más raros empleos antes que mi madre aprendiera el trabajo de tintorera y empezó como aprendiz de un sastre judío que vivía en nuestra zona. Aun así sólo podíamos ganar unos miserables centavos que nos alcanzaban sólo para poner algo de comida en la mesa.

Debido a las muchas responsabilidades que debió hacer frente la joven Rita, su desempeño escolar se vio afectado y sufrió discriminación por ser hija de padres divorciados.
A los 16 años, Rita empezó con una enfermedad intestinal, que a los 18 se había agravado. A sus 19 años, a principios de enero de 1943. El 17 de ese mes, la dolencia desapareció y ella lo consideró como el milagro que pedía, por lo que profundizó su relación con Dios.
En 1953 tuvo una caída y el accidente la llevó a una cirugía por la que pidió a Dios que si salía bien prometió a Dios que si sanaba, construiría un monasterio en el sur de Estados Unidos.

## Actividad religiosa
- Decidió hacerse monja, en contra de la voluntad de su madre. Se marchó al convento dejándole sólo una nota a su madre.
- Ingresa a la orden de las Monjas Clarisas Pobres de la Adoración Perpetua de Cleveland, el 15 de agosto de 1945, tomando el nombre de Sor María Angélica de la Anunciación.
- En 1962, funda el Monasterio de Nuestra Señora de los Ángeles en Irondale, Alabama con la venta de anzuelos hechos a mano.
- Empezó a transmitir enseñanza católica por CBS. Luego por considerar que la cadena emitía mensajes impropios en su casa, Madre Angélica renunciaría a ese canal y comenzó a realizar charlas en iglesias. Así empezó la era de Eternal Word Television Network (Red de Televisión de la Palabra Eterna), más conocido por sus siglas EWTN, fundando así este canal católico que inició sus transmisiones el 15 de agosto de 1981 (coincidiendo con su 46° aniversario de su ingreso al monasterio de las Monjas Clarisas) y convirtiendo así en la primera red de comunicación social católica vía satélite en todo el mundo.
- Funda en 1987, la Congregación católica masculina Misioneros Franciscanos de la Palabra Eterna.
- En 1995 en un viaje a Colombia, tuvo un encuentro con el Divino Niño donde Él le pidió que le construyera una iglesia, por lo que se comprometió a construir esa que luego estuvo en Alabama.
- Desde 1996, viaja por toda Hispanoamérica y lanza la red televisiva-radial de EWTN en español, por lo que se convirtió en la figura católica más conocida de la televisión en Estados Unidos.
- En 1999, inauguró la iglesia y Santuario del Santísimo Sacramento en Hanceville, Alabama, donde casi no había católicos.
- Diariamente adoraba al Santísimo Sacramento varias horas al día, hasta el día de su muerte.
- A los 78 años en 2001, dejó de grabar sus programas para la televisión católica debido a su precario estado de salud.
- En octubre de 2009, el Papa Emérito Benedicto XVI le otorga el premio Pro Ecclesia et Pontifice. Es el máximo reconocimiento que el Papa otorga a los laicos y a los religiosos para agradecerles su labor.
- Fue la primera invitada en el primer capítulo del programa católico Nuestra Fe en Vivo, para la señal latina de EWTN. Además, también fue invitada en un capítulo de la temporada 2001 de este programa.

## Enfermedad y muerte
Luego de finalizar las últimas grabaciones de los últimos capítulos de su programa La Madre Angélica en Vivo, en diciembre de 2001, en plena Nochebuena, la Madre Angélica sufrió un accidente cerebrovascular, debido al cual pasó los últimos años de su vida en cama y mayormente sin la capacidad de hablar. 
El 27 de marzo de 2016, la Madre Angélica falleció justo cuando se celebraba el Domingo de Resurrección. Durante el primer sermón de sus funerales, el 29 de marzo, el capellán del canal católico EWTN, P. Joseph Mary Wolfe, recordó que ella había solicitado a las religiosas de su congregación que hicieran lo que tuvieran que hacer para mantenerla viva, sin importar cuánto sufrimiento afronte, pues cada día era “un acto más de sufrimiento para Dios”.
El sacerdote franciscano reveló que ella pasó por un dolor “de cruz” durante sus tres últimos días de vida, en plena Semana Santa. Además, él destacó que “muchos de nosotros no pensaríamos de esa forma”, pues “nosotros pensaríamos ‘sácame de aquí’. Lo que no se toma en cuenta aquí es el amor de Dios”.
En Viernes Santo, recordó el Padre Joseph Mary, escuchó a una de las personas encargadas de su cuidado de salud y a una de las religiosas que “la Madre comenzó temprano en la mañana producto del dolor que tenía. Ella tenía una fractura en sus huesos debido al tiempo que había pasado postrada en cama. Ellos dijeron que podía escuchar por los pasillos que ella estaba llorando en Viernes Santo debido a lo que estaba pasando. Estas dos personas me dijeron que tenía un dolor insoportable (excruciating pain, en inglés). Bien, ¿saben de dónde viene la palabra “excruciating”? ‘Ex’, de, ‘cruce’, de cruz”.
Toda su vida “realmente estuvo marcada con el sufrimiento”, indicó el sacerdote. “No pensamos en ella como alguien que estaba abatida en su sufrimiento, sino que nos dio valor en nuestros propios sufrimientos”.
“Después de dar las 3:00 p.m. del Viernes Santo, ella estaba más calmada, estaba más tranquila”
En Sábado Santo, dijo, “también la visité. Tenía este deseo de agradecerle. Nos hemos beneficiado con su testimonio, su enseñanza”.
“Así que le di un beso en la frente. En un cierto punto ese día ella abrió mucho los ojos y me coloqué en una posición para mirarla a los ojos. Le dije ‘Madre, quiero agradecerle por el testimonio de su fe. Quiero agradecerle por enseñarnos cómo amar más a Jesús’. Porque ese era realmente el corazón de su mensaje, ¿no? Que Jesús te ama. Él nos llamó a ser grandes santos. No perder la oportunidad de compartir este amor. Así que le agradecí por enseñarnos a todos a amarlo más”.
El capellán de EWTN se retiró luego para celebrar la Vigilia Pascual en la noche del sábado, en el Santuario del Santísimo Sacramento.
A la mañana siguiente, alrededor de las 5:30, le avisaron que ella estaba muy mal y le pidieron que fuera.
“Fui, las hermanas ya estaban ahí” y comenzó a preparar el rito de la extremaunción.
“La ungí, hice la letanía de los moribundos, le di el perdón apostólico que la Iglesia da a alguien que está muriendo, y las hermanas rezaron el oficio Divino alrededor de su cama, la oración de la mañana”, y ese domingo de resurrección falleció.
El P. Wolfe explicó que “el hecho de que la muerte de la Madre ocurriera en Domingo de Resurrección significa que litúrgicamente tenemos que hacer ciertas cosas”, como “estar cantando aleluyas”.
“Nuestro Oficio Divino no puede ser el oficio para los muertos, tiene que ser el oficio para la octava de Pascua. Pero saben, estoy feliz de eso. Podemos estar cantando aleluyas por todo lo que ella nos ha dado a muchos de nosotros. Así que las hermanas rezaron el Oficio Divino alrededor de su cama. Yo me uní para su oración de la mañana”.
Para las 10:30 a. m. el P. Paschal (Mary) celebró la Misa en su habitación y ella recibió la preciosa sangre, Viaticum, el alimento para su viaje”.
A las 3:00 p. m., “la hora de la misericordia”, el P. Wolfe fue a visitarla acompañado del P. Miguel Mariae. “habíamos terminado de rezar la Coronilla de la Divina Misericordia. Todos continuamos rezando en silencio alrededor de su cama. Entonces fue poco antes de las 5:00 p.m. que ella fue a la Casa del Padre. Tomó su último aliento”.

## Legado
Escribió cerca de 30 libros, y dejó innumerables videograbaciones. Se han escrito varios libros y videos sobre su vida y obra.

### Libros escritos por Madre Angélica
- Respuestas, no promesas                                                     (Answers, Not Promises)
- Conocer la voluntad de Dios                                                 (Knowing God's Will)
- Meditaciones Sobre el sufrimiento                                         (Meditations on suffering)
- Su dolor como el mío.                                                            (His Pain like Mine)
- Oración Viviente.                                                                    (Living Prayer)
- ¿Qué es el Cielo?.                                                                  (What is heaven?
- La divina personalidad de Jesús                                            (The Divine Personality of Jesus)
- Viaje a la Oración (1971)                                                       (Journey to prayer)
- La sombra de su Luz (1973)                                                  (The Shadow of His Light)
- Su presencia silenciosa (1976)                                              (His Silent Presence)
- Dentro del Reino (1976)                                                         (Inside the Kingddom)
- Hablar espontáneamente con el Señor (1976)                      (Ad Lib with the Lord)
- El más grande amor (1976)                                                    (No Greater Love)
- Yo soy su templo (1977)                                                         (I Am His Temple)
- Mujer prometida (1977)
- Hijos de la Luz (1977)                                                            (Sons of Light)
- Dos voluntades - Él esta en la mía (1977)                             (Two wills - He is in mine)
- El poder sanador del sufrimiento (1977)                                (Healing Power of Suffering)
- Los frutos de Su amor (1977)                                                (The fruits of His love)
- Dentro del Reino Materno (1977)                                            (Inside the Kingdom Mother)
- El esplendor del Padre (1977)                                                (The Father´s splendor)
- Amanecer en la montaña (1977)                                            (Dawn in the mountain)
- Partir y aún quedarse (1988)                                                  (To Leave and Yet To Stay)
- Guía de Madre Angelica para la santidad práctica.
- Madre Angélica sobre Dios, su hogar y sus ángeles.
- Madre Angélica sobre la oración y vivir para el Reino.
- Madre Angélica sobre la vida de Cristo y Nuestra Señora.
- Orando con Madre Angélica: Meditaciones sobre el Rosario, el Vía Crucis y otras oraciones.

### Programas de televisión
- La Madre Angélica en vivo ("Mother Angelica Live")
- Viviendo las Escrituras ("Living the Scriptures")
- Madre Angélica presenta ("Mother Angelica Presents")
- Dones espirituales ("Spiritual Growths")